# Playa del Silencio

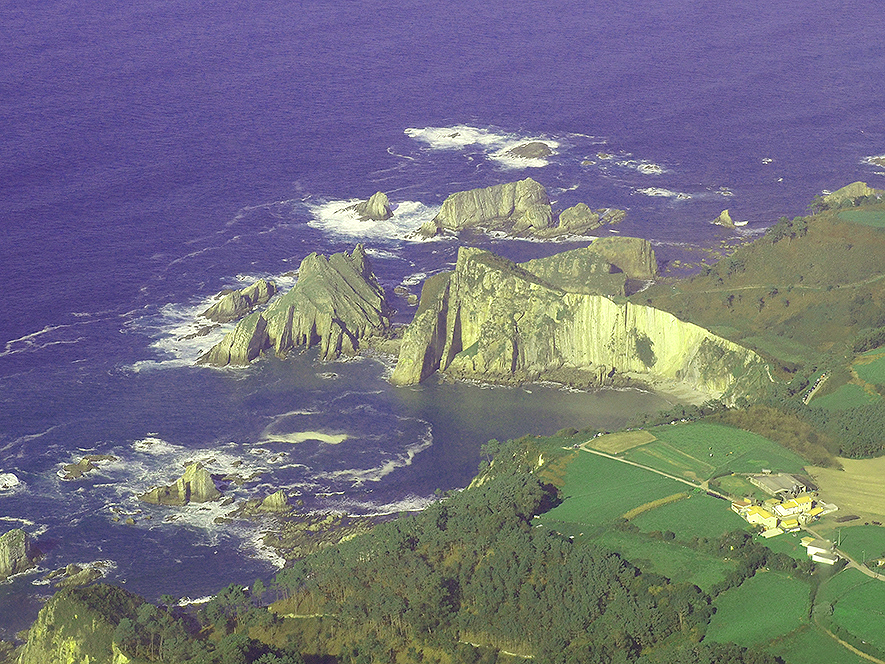
Cudillero Playa del Silencio. Asturias.

La Playa de Gavieiru, también conocida como Playa del Silencio, es un pedrero, xogarral o playa de cantos de aproximadamente 500 metros de longitud, que no dispone de acceso rodado directo y que aparece rodeada de "imponentes acantilados cuarcíticos". Se sitúa en el pueblo de Castañeras en el concejo de Cudillero (Asturias, España), encontrándose dentro de una Zona de especial protección para las aves o ZEPA y también dentro de un espacio incluido en las listas de Lugares de importancia comunitaria LIC. Forma parte del Paisaje Protegido de la Costa Occidental de Asturias, figura de protección incluida en el Plan de Ordenación de los Recursos Naturales de Asturias que, no obstante, permanece aún sin declarar por lo que, en la práctica, no constituye un paisaje protegido.

## Descripción
La Playa del Silencio o Playa d'El Gavieiru cuenta con un gran valor paisajístico y geomorfológico, de hecho, recientemente se han realizado estudios que ponen de relieve su valor como espacio de interés didáctico, describiendo los procesos implicados en el retroceso de sus acantilados, en el modelado de su plataforma de abrasión y en las formas de acumulación presentes en la playa (entre las que destacan las terrazas marinas y los cuspilitos) y definiendo esta playa como "un lugar idóneo para reconocer morfologías características de medios litorales en general y propios del espacio cantábrico en particular".
Es una playa paradisíaca a la que todavía no ha llegado la masificación, de modo que, hasta hace diez años, era frecuentada por personas que practicaban el nudismo. Pero en los últimos años parece que se invirtiera la situación, pues en los mejores días de verano tanto el camino de acceso a la playa como las parcelas circundantes aparecen frecuentemente abarrotados de coches. Quizás una de las razones de esta tendencia esté en la mejora de los accesos a las playas. Sobre todo tras la aprobación del Plan de Ordenación del Litoral Asturiano (POLA) por parte de la Administración de esta comunidad autónoma, que contempla la realización de una serie de infraestructuras en este sentido: sendas costeras, aparcamientos, miradores, etc. 
En el caso de la Playa del Silencio o Playa d'El Gavieiru este aumento de visitas está teniendo efectos sobre un espacio que, hasta ahora, resultaba especialmente atractivo precisamente por su estado de conservación: "...conforme la presión turística aumenta sobre la costa occidental asturiana en general y sobre la playa d’El Gavieiru en particular, amenazas como la que implica la presencia puntual de desperdicios en ciertas áreas de la playa se hacen presentes. Es por ello que, la puesta en valor de los atributos —geomorfológicos, ecológicos, paisajísticos— que conforman el patrimonio natural de estos espacios litorales, entre los cuales la Playa d’El Gavieiru sobresale como ejemplo paradigmático y singular, se hace más necesaria que nunca, mientras estos no han sido excesivamente alterados".
Debido a la claridad de sus aguas se puede practicar el submarinismo o pesca submarina, actividad que para practicarla precisa de la correspondiente licencia del Principado de Asturias, en aras de preservar la riqueza de los ecosistemas de la que hace gala la mayor parte de la costa occidental asturiana. Enrique Ros Wagener la ha fotografiado.